# Måling
Måling er estimering af størrelsen af en egenskab ved et objekt, f.eks. dets længde eller vægt. Målinger er altid relative i forhold til givne måleenheder. Normalt involverer måling anvendelse af et måleinstrument, f.eks. en vægt, der er kalibreret til at sammenligne objektet med en given standard (se måleenhed), f.eks. et kilogram. Målinger er forbundet med usikkerhed, en måling angives som  resultatet ± måleusikkerhed (eks.: 27,3 ± 0,2 cm).
Det videnskabelige studium af måling kaldes metrologi.